# وئولیا کارگو
وئولیا کارگو (انگلیسی: Veolia Cargo) شرکت لجستیک فرانسوی است، که در سال ۲۰۰۵ تأسیس شد.